# Sphaerobunus soaresi
Sphaerobunus soaresi is een hooiwagen uit de familie Gonyleptidae.